# Anna Abrahams

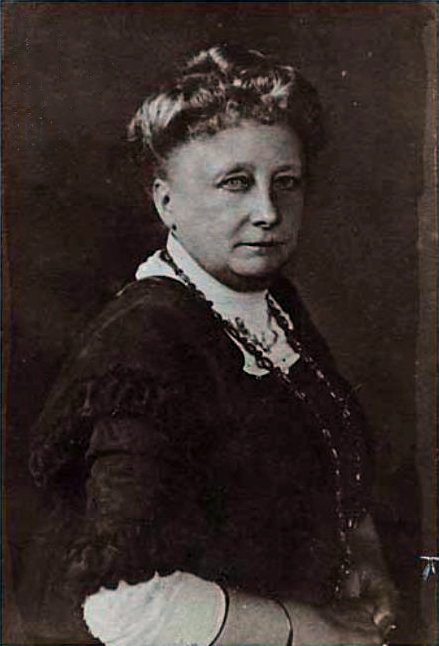
Fotografía

Anna Adelaïde Abrahams (Midelburgo, 16 de junio de 1849 – La Haya, 18 de enero de 1930) fua una pintora holandesa.

## Biografía
Alumna del pintor Johannes Fredrick Schutz, la recordamos sobre todo por sus bodegones. Expuso con éxito en París, Berlín y Düsseldorf. Dos de sus cuadros se expusieron en la Exposición Universal de Bruselas (1910). Varias de sus obras se conservan en el Museo Boijmans Van Beuningen de Róterdam.

## Galería

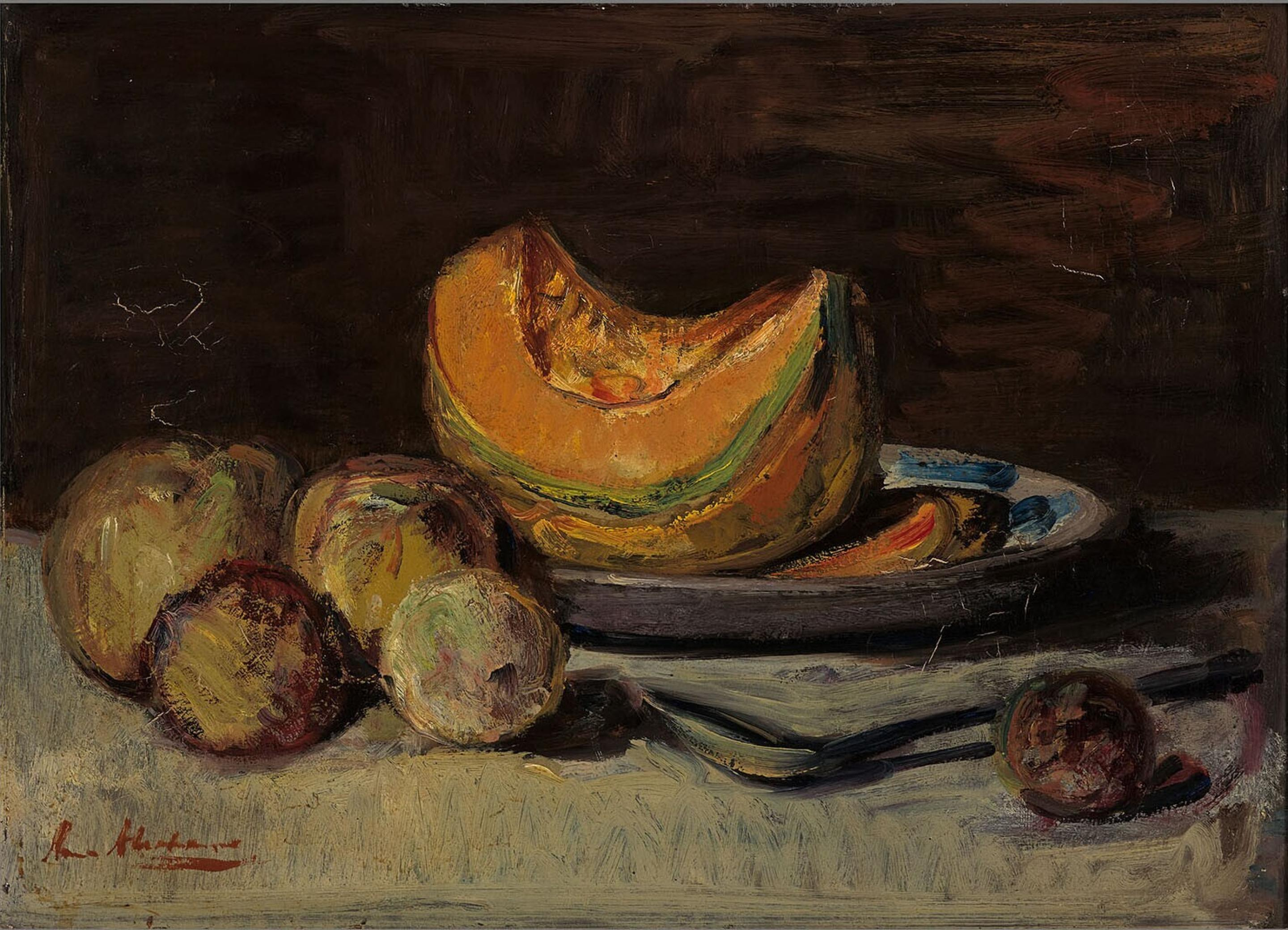
Naturaleza muerta (Rotterdam, Museo Boijmans Van Beuningen)
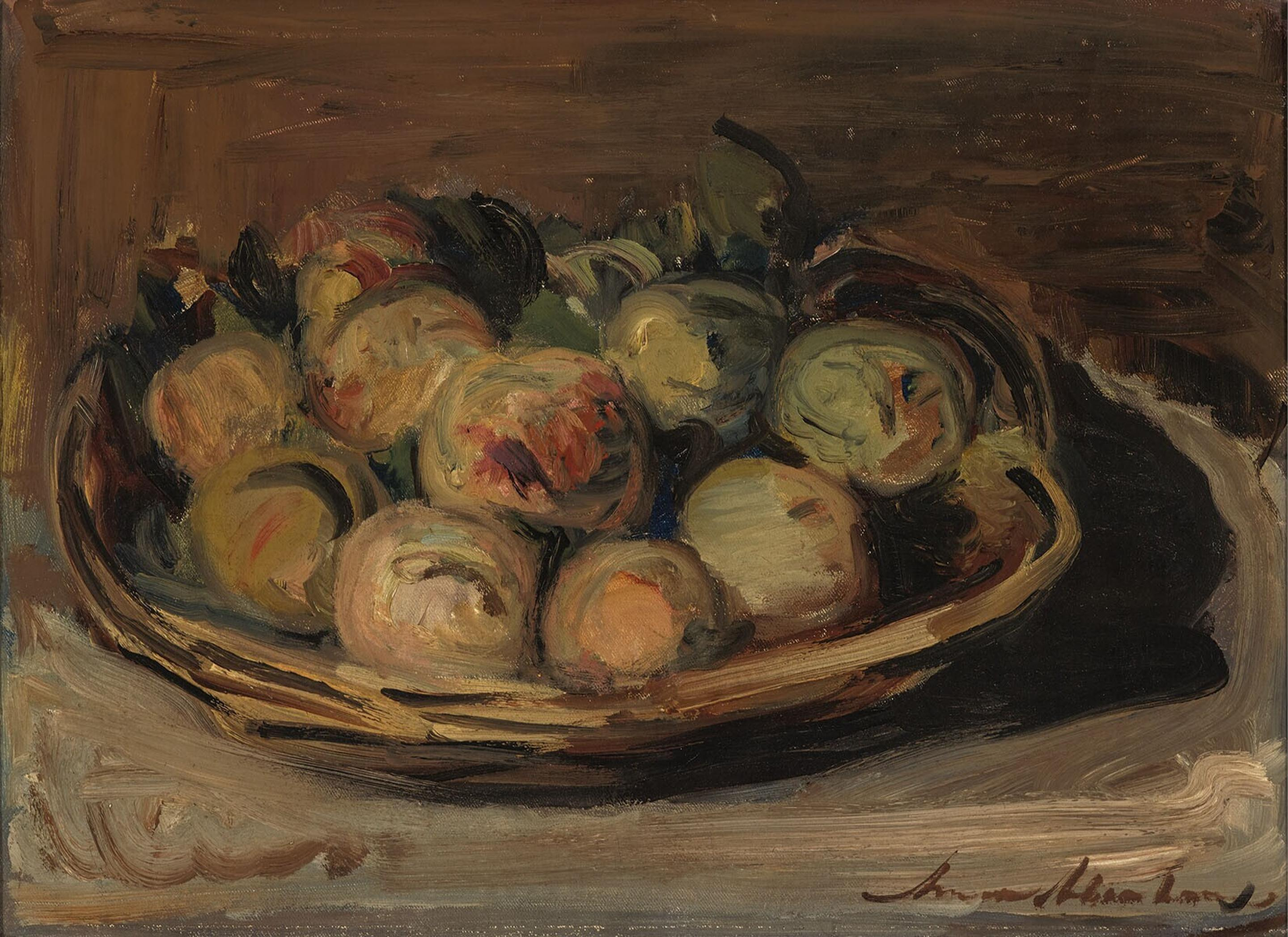
Bodegón con miel en un cesto (Rotterdam, Museo Boijmans Van Beuningen)
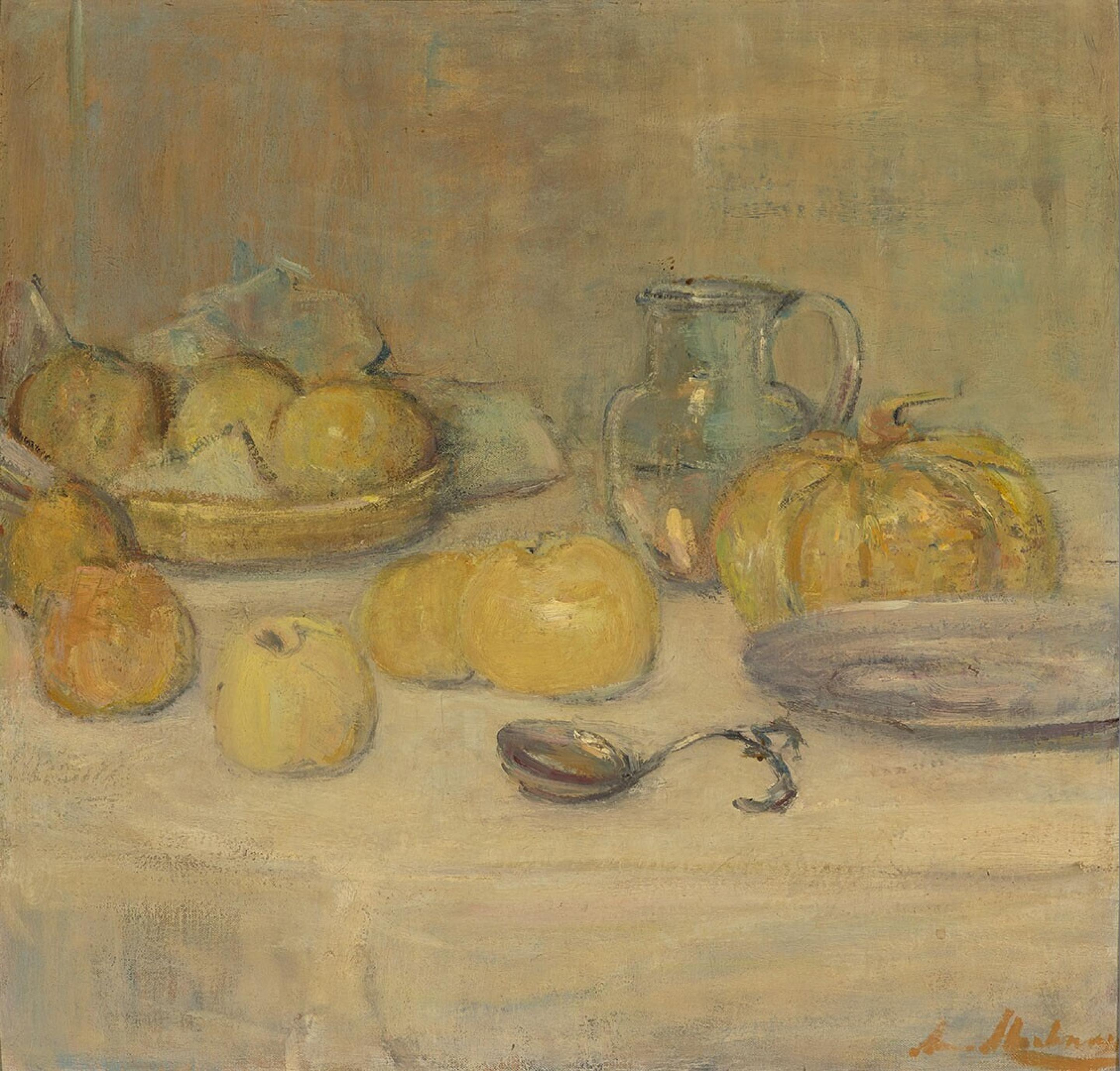
Bodegón con miel y melón (Rotterdam, Museo Boijmans Van Beuningen)
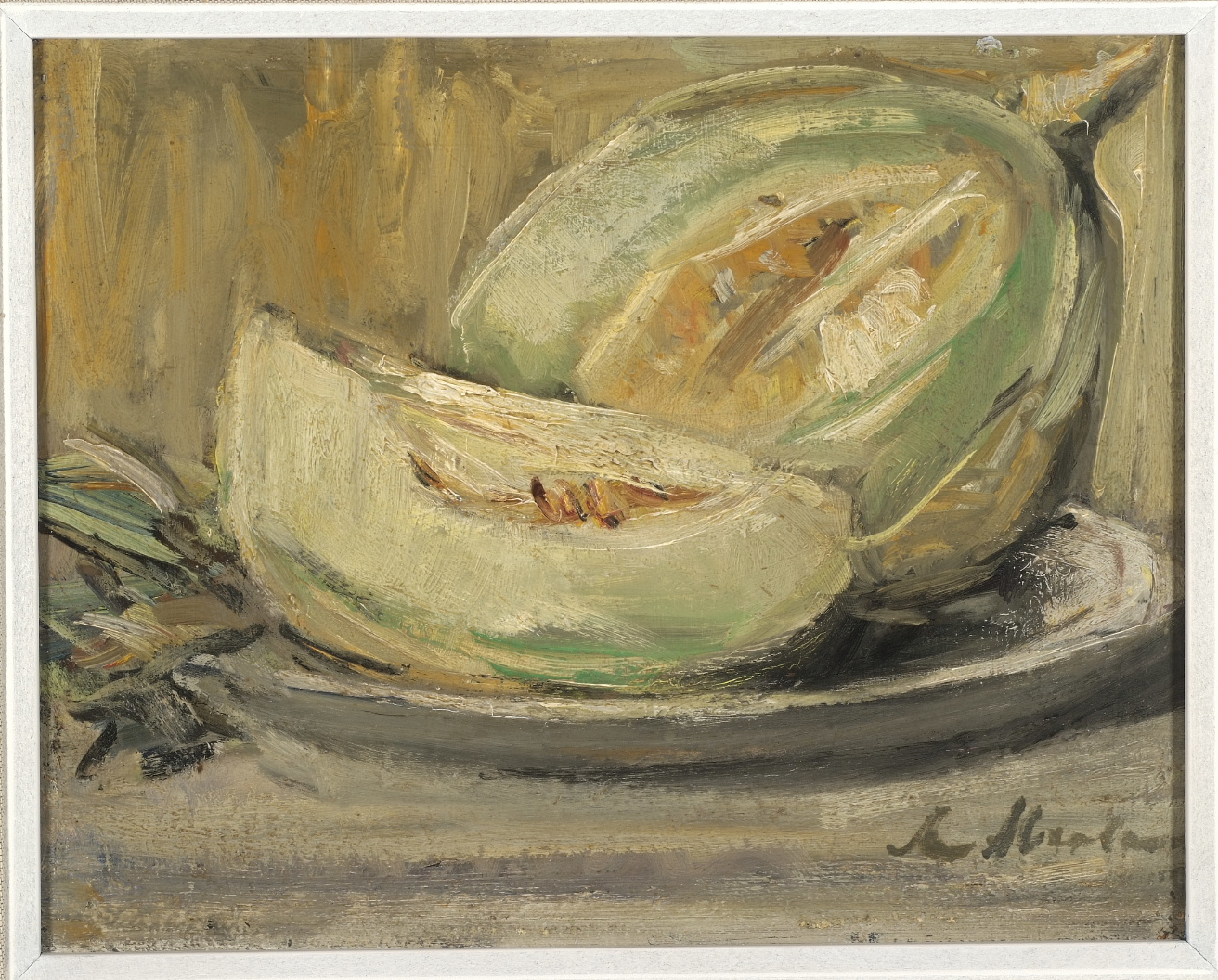
Melones (Gouda, Museo Gouda)
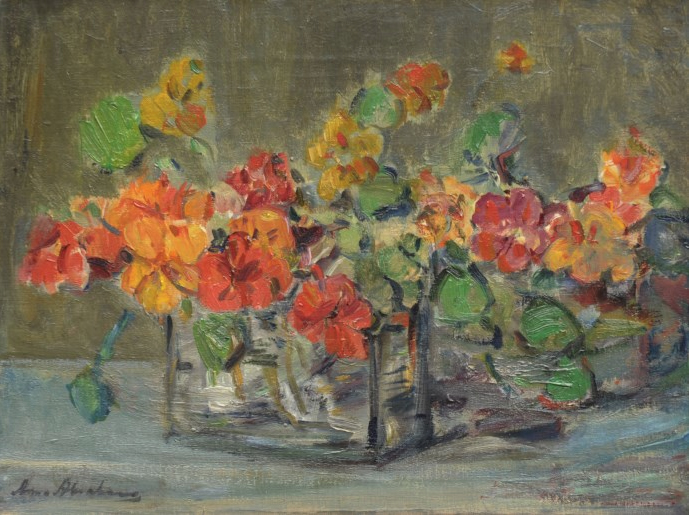
Naturaleza muerta
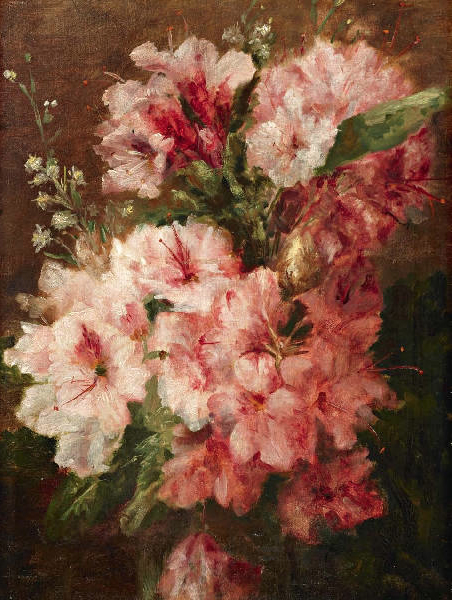
Naturaleza muerta